# جيريمي ثيوبالد
جيريمي ثيوبالد (بالإنجليزية: Jeremy Theobald)‏ هو ممثّل بريطاني اشتهر بدور «الرجل الشاب» في الفيلم الروائي تتبع (Following) للمخرج البريطاني الشهير كريستوفر نولان، وهو الفيلم الذي حصل فيه الممثّل ثيوبالد والمخرج نولان والمنتجة إيما توماس على جائزة «المستقبل» في مهرجان سان فرانسيسكو السينمائي الدولي، كما شارك في التمثيل مع نولان في ثلاثة أفلام أخرى، أولها دوره في الفيلمين القصيرين «احتيال» (Larceny) عام 1994، ثمّ فيلم حشرة دودل بعدها بثلاثة أعوام، وآخر تعاون بينهما هو مشاركة بسيطة للمثّل في فيلم بداية باتمان عام 2005.

## وصلات خارجية
- جيريمي ثيوبالد على موقع IMDb (الإنجليزية)
- جيريمي ثيوبالد على موقع ألو سيني (الفرنسية)
- جيريمي ثيوبالد على موقع أول موفي (الإنجليزية)
- جيريمي ثيوبالد على موقع قاعدة بيانات الفيلم (الإنجليزية)
- جيريمي ثيوبالد على موقع كينوبويسك (الروسية)